# Tsarat Rus
El Tsarat Rus, rus: Ру́сское ца́рство, Rússkoie tsarstvoo Tsarat de Rússia, rus: Росси́йское ца́рство Rossíiskoie tsarstvo Rússia, rus: Россия Rossia o també Tsarat de Moscou, rus: Моско́вское ца́рство Moskóvskoie tsarstvo és el nom oficial de l'estat rus des de la presa del títol de tsar per Ivan IV el 1547 i la fundació de l'Imperi Rus per Pere I el Gran el 1721.
El 1547, el sobirà de tot Rússia, rus: Государь всея Руси Gossudar vseia Russi i gran duc de Moscou, Ivan IV el Terrible, va ser coronat rei i va obtenir el títol complet de: Gran sobirà, per la gràcia de Déu, tsar i gran duc de tot Rússia, Vladímir, Moscou, Nóvgorod, Pskov, Riazan, Tver, Iugorsk, Perm, Viattski, Bulgària i altres. Posteriorment, amb l'expansió de les fronteres de l'estat rus, es va afegir el títol de tsar de Kazan, tsar d'Astracan, tsar de Sibèria i sobirà de tots els països del nord.
Per títol, el regne rus fou precedit pel Gran Ducat de Moscou, i l'Imperi Rus es va convertir en el seu successor.Tanmateix, segons una altra periodització més tradicional de la història russa a la historiografia, és habitual dir que un estat rus centralitzat únic i independent va sorgir mig segle abans, durant el regnat d'Ivan III el Gran, que també s’associa al títol de sobirà de tot Rússia.
La idea d’unir les terres russes (incloses les que van acabar al Gran Ducat de Lituània i Polònia després de la invasió mongola) i restaurar l'antic estat rus es troba al llarg de tota l'existència de l'estat rus i va ser heretada per l'Imperi Rus..

## Història

### Patrimoni romà

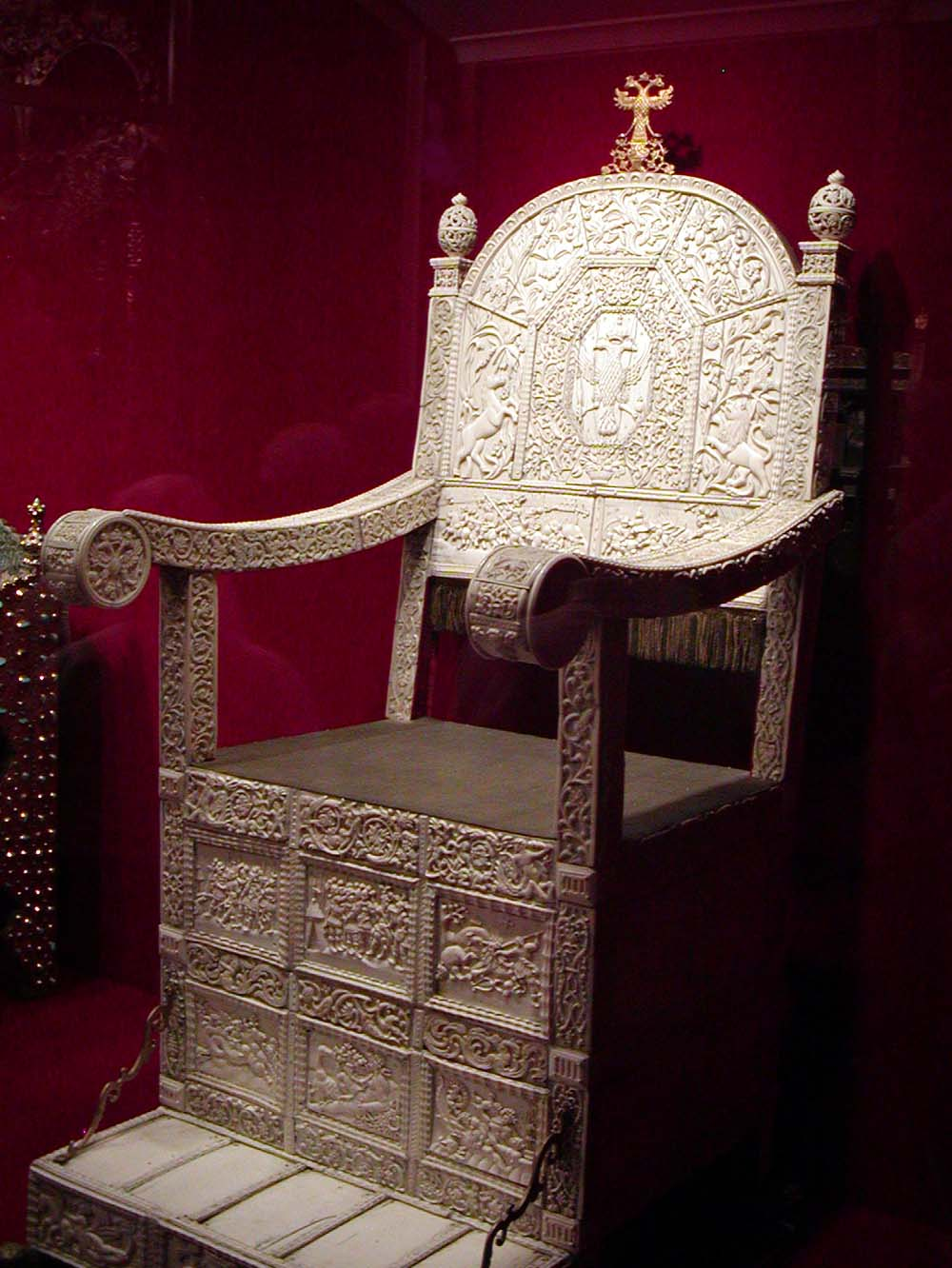
Tron d'ivori d'Ivan IV de Rússia.

En el segle xvi, el governant rus s'havia convertit en una figura poderosa i autocràtica, un tsar. En assumir aquest títol, el sobirà de Moscou intentava emfatitzar que era un governant major o emperador (zar, царь) representa l'adaptació eslava del títol/nomeni imperial romà Cèsar) a l'altura de l'emperador romà d'Orient. De fet, després que Ivan III es casés amb Sofia Paleòloga, neboda del difunt emperador romà Constantí XI Paleòleg, en 1472, la cort moscovita va adoptar termes, rituals, títols i emblemes de la constantinopolitana, comara l'àguila bicèfala, que sobreviu en l'escut d'armes de Rússia.
Al principi, el terme grec autocràtor expressava només el significat literal d'un governant independent, però en el regnat d'Ivan IV (1533-1584) va arribar a implicar un govern il·limitat (autocràtic). En 1547, el gran duc Ivan IV va ser coronat tsar i, per tant, reconegut —almenys per l'Església ortodoxa russa— com a emperador. Notablement, l'hegumen Fil·lòfag de Pskov va afirmar en 1510 que després que Constantinoble caigués en mans de l'Imperi otomà en 1453, el tsar rus continuava sent l'únic governant ortodox legítim, i que Moscou era la Tercera Roma, convertint-se en el successor lineal final de l'Imperi Romà. Aquests van ser els dos centres del cristianisme i dels imperis romans (Occident i Orient) d'èpoques anteriors. El concepte de la Tercera Roma ressonaria en l'autoimatge del poble rus en segles futurs.

### Principis del regnat d'Ivan IV
El desenvolupament dels poders autocràtics del tsar va aconseguir el seu punt àlgid durant el regnat d'Ivan IV, que es va guanyar el sobrenom de "Grozni". La paraula anglesa terrible sol utilitzar-se per a traduir la paraula russa grozni del sobrenom d'Ivan, però es tracta d'una traducció una miqueta arcaica. La paraula russa grozni reflecteix l'antic ús anglès de terrible com "que inspira por o terror; perillós; poderós; formidable". No transmet les connotacions més modernes de l'anglès terrible, com a "defectuós" o "malvat". Vladímir Dal va definir grozni específicament en l'ús arcaic i com a epítet dels tsars: "Valent, magnífic, magistral i que manté als enemics en el temor, però a la gent en l'obediència". Els erudits moderns també han suggerit altres traduccions.
Ivan IV es va convertir en Gran Príncep de Moscou en 1533 a l'edat de tres anys. Les famílies boiars Xúiski i Belski van competir pel control de la regència fins que Ivan va assumir el tron en 1547. Com a reflex de les noves pretensions imperials de Moscou, la coronació d'Ivan com a tsar va ser un ritual inspirat en els dels emperadors romans d'Orient. Amb la contínua ajuda d'un grup de boiars, Ivan va iniciar el seu regnat amb una sèrie d'útils reformes. En la dècada de 1550, va promulgar un nou codi de lleis, va renovar l'exèrcit i va reorganitzar el govern local. Sens dubte, aquestes reformes pretenien enfortir l'Estat enfront de les contínues guerres.

### Política exterior d'Ivan IV

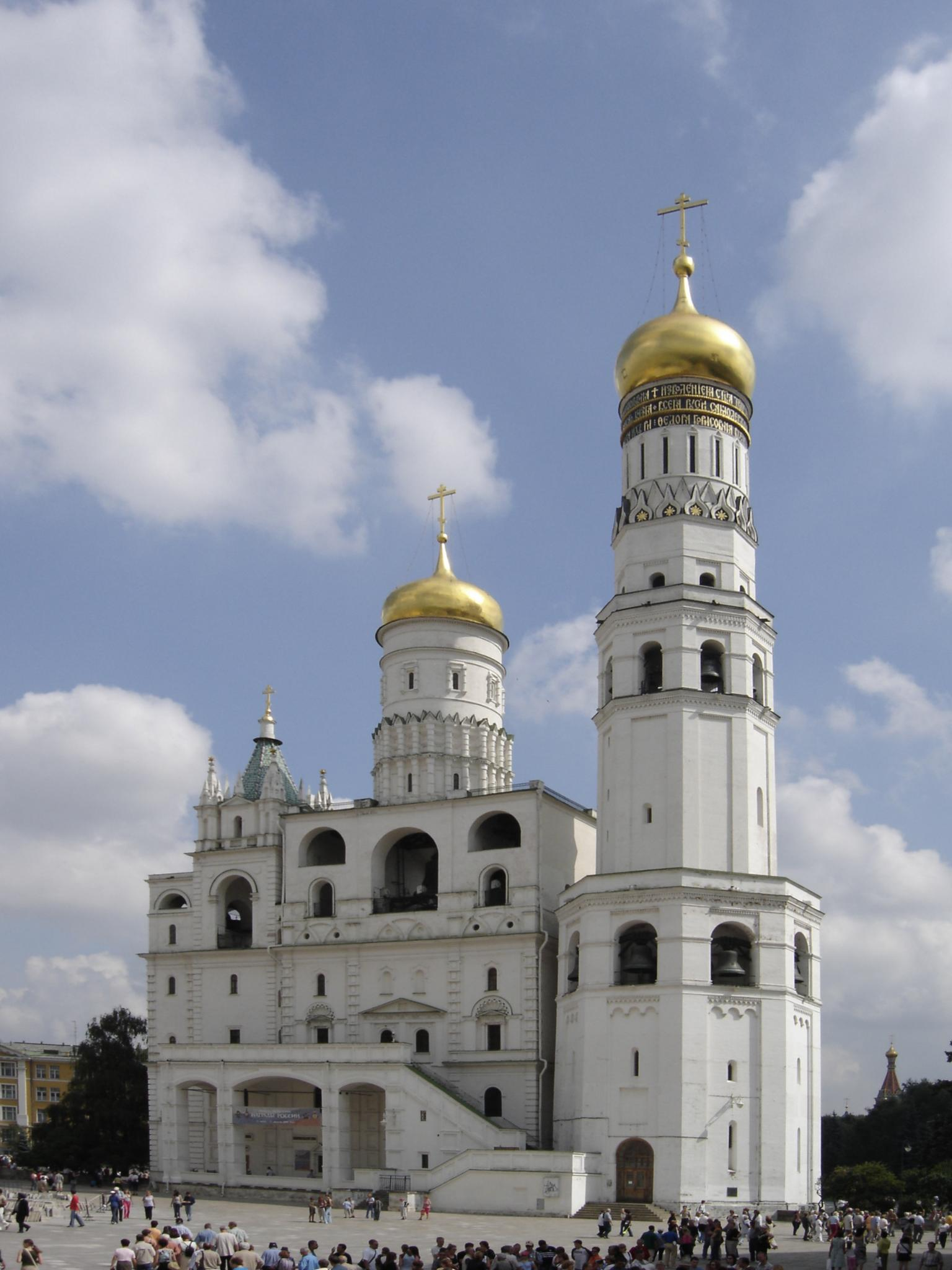
Campanar d'Ivan el Gran, elevat a l'altura actual durant el regnat de Borís Godunov

Moscòvia va continuar sent una societat bastant desconeguda a Europa occidental fins que el baró Segimon von Herberstein va publicar els seus Rerum Moscoviticarum Commentarii (literalment Notes sobre els assumptes moscovites) en 1549. Aquesta obra oferia una àmplia visió d'un Estat poc visitat i del qual s'informava escassament. En la dècada de 1630, el tsarisme rus va rebre la visita d'Adam Olearius, els escrits de la qual, plens de vida i ben informats, aviat es van traduir a les principals llengües d'Europa.
Els comerciants anglesos i holandesos van difondre més informació sobre Rússia. Un d'ells, Richard Chancellor, va navegar fins a la mar Blanca en 1553 i va continuar per terra fins a Moscou. Al seu retorn a Anglaterra, la Companyia Moscovita va ser formada per ell mateix, Sebastià Cabot, Sir Hugh Willoughby, i diversos mercaders londinencs. Ivan IV va utilitzar a aquests mercaders per a intercanviar cartes amb Isabel I.
Malgrat l'agitació interna de les dècades de 1530 i 1540, Rússia va continuar lliurant guerres i expandint-se. Va créixer de 2,8 a 5,4 milions de quilòmetres quadrats de 1533 a 1584. Ivan va derrotar i va annexionar el Kanat de Kazan al Volga mitjà en 1552 i més tard el Kanat d'Astracan, on el Volga es troba amb el mar Càspia. Aquestes victòries van transformar a Rússia en un Estat multiètnic i multiconfessional, que continua sent avui dia. El tsar controlava ara tot el riu Volga i accedia a l'Àsia Central.
L'expansió cap al nord-oest, cap a la mar Bàltica, va resultar molt més difícil. El 1558, Ivan va envair Livònia, involucrant-se finalment en una guerra de vint-i-cinc anys contra la Mancomunitat Polonesolituana, Suècia i Dinamarca. Malgrat els primers èxits, l'exèrcit d'Ivan va ser empès cap enrere i la nació no va aconseguir assegurar-se una cobejada posició en la mar Bàltica.
Amb l'esperança de treure profit de la concentració de Rússia en els assumptes de Livònia, Devlet I Giray del Kanat de Crimea, acompanyat de fins a 120.000 genets, va devastar repetidament la regió de Moscou, fins que la batalla de Molodi va posar fi a tals incursions cap al nord. No obstant això, durant les dècades següents, les terres frontereres del sud van ser saquejades anualment per l'Horda Nogai i el Kanat de Crimea, que s'emportaven als habitants locals com a esclaus. Desenes de milers de soldats protegien la Gran Cinturó d'Abatis, una càrrega per a un estat el desenvolupament social del qual i econòmic estava estancat.

### Últim regnat d'Ivan IV i Oprítxnina
A la fi de la dècada de 1550, Ivan va desenvolupar una hostilitat cap als seus consellers, el govern i els boiars. Els historiadors no han determinat si les diferències polítiques, les animositats personals o el desequilibri mental van ser la causa de la seva ira. En 1565, va dividir Rússia en dues parts: el seu domini privat (o Oprítxnina) i el regne públic (o zémschina). Per al seu domini privat, Ivan va triar alguns dels districtes més pròspers i importants de Rússia. En aquestes zones, els agents d'Ivan van atacar a boiars, comerciants i fins i tot gent comuna, executant sumàriament a alguns i confiscant terres i possessions. Així va començar una dècada de terror a Rússia que va culminar en la Massacre de Nóvgorod (1570).
Com a resultat de les polítiques de la Oprítxnina, Ivan va fer fallida el poder econòmic i polític de les principals famílies boiars, destruint així precisament a les persones que havien construït Rússia i eren les més capaces d'administrar-la. El comerç va disminuir i els pagesos, davant els creixents impostos i les amenaces de violència, van començar a abandonar Rússia. Els esforços per restringir la mobilitat dels pagesos lligant-los a les seves terres van acostar a Rússia a la servitud legal. En 1572, Ivan va abandonar definitivament les pràctiques de la Oprítxnina.
Segons una teoria popular, la Oprítxnina va ser iniciada per Ivan amb la finalitat de mobilitzar recursos per a les guerres i sufocar l'oposició. Independentment del motiu, la política interior i exterior d'Ivan va tenir un efecte devastador en el Tsarat moscovita i va conduir a un període de lluites socials i guerra civil, el Temps de problemes (Smútnoye vremya, 1598-1613).

### Període Tumultuós
Ivan IV va ser succeït pel seu fill Fiódor, que no tenia interès a governar i possiblement era deficient mental. El poder real va passar al cunyat de Fiódor, el boiar Borís Godunov (a qui s'atribueix l'abolició del Dia de Iuri, l'únic moment de l'any en què els serfs eren lliures de passar d'un terratinent a un altre). Potser l'esdeveniment més important del regnat de Fiódor va ser la proclamació del Patriarcat de Moscou en 1589. La creació del patriarcat va suposar el punt culminant de l'evolució d'una Església ortodoxa russa separada i totalment independent.
En 1598, Fiódor va morir sense hereu, posant fi a la dinastia Rúrik. Borís Godunov va convocar llavors el Zemski Sobor, una assemblea nacional de boiars, funcionaris eclesiàstics i plebeus, que ho va proclamar tsar, encara que diverses faccions de boiars es van negar a reconèixer la decisió. Les males collites generalitzades van provocar la fam russa de 1601-1603, i durant el descontentament subsegüent, va sorgir un home, Demetri I, que afirmava ser fill d'Ivan IV, Demetri Ivànovitx que havia mort en 1591. Aquest pretendent al tron, que va arribar a ser conegut com a Fals Dmitri I, va obtenir suport a Polònia i va marxar a Moscou, reunint seguidors entre els boiars i altres elements al seu pas. Els historiadors especulen que Godunov hauria capejat aquesta crisi de no haver mort en 1605. Com a conseqüència, el fals Dmitri I va entrar a Moscou i va ser coronat tsar aquest any, després de l'assassinat del tsar Fiódor II, fill de Godunov.
Posteriorment, Rússia va entrar en un període de caos continu, conegut com L'Època dels Problemes (Смутное Время). Malgrat la persecució dels boiars per part del tsar, del descontentament dels ciutadans i de la progressiva segregació de la pagesia, els esforços per limitar el poder del tsar van ser poc entusiastes. Com que no es va trobar cap alternativa institucional a l'autocràcia, els russos descontents es van unir entorn de diversos pretendents al tron. Durant aquest període, l'objectiu de l'activitat política era guanyar influència sobre l'autòcrata en el poder o col·locar al mateix candidat en el tron. Els boiars van lluitar entre si, les classes baixes es van rebel·lar cegament i exèrcits estrangers van ocupar el Kremlin de Moscou, la qual cosa va portar a molts a acceptar l'autocràcia tsarista com un mitjà necessari per a restaurar l'ordre i la unitat a Rússia.

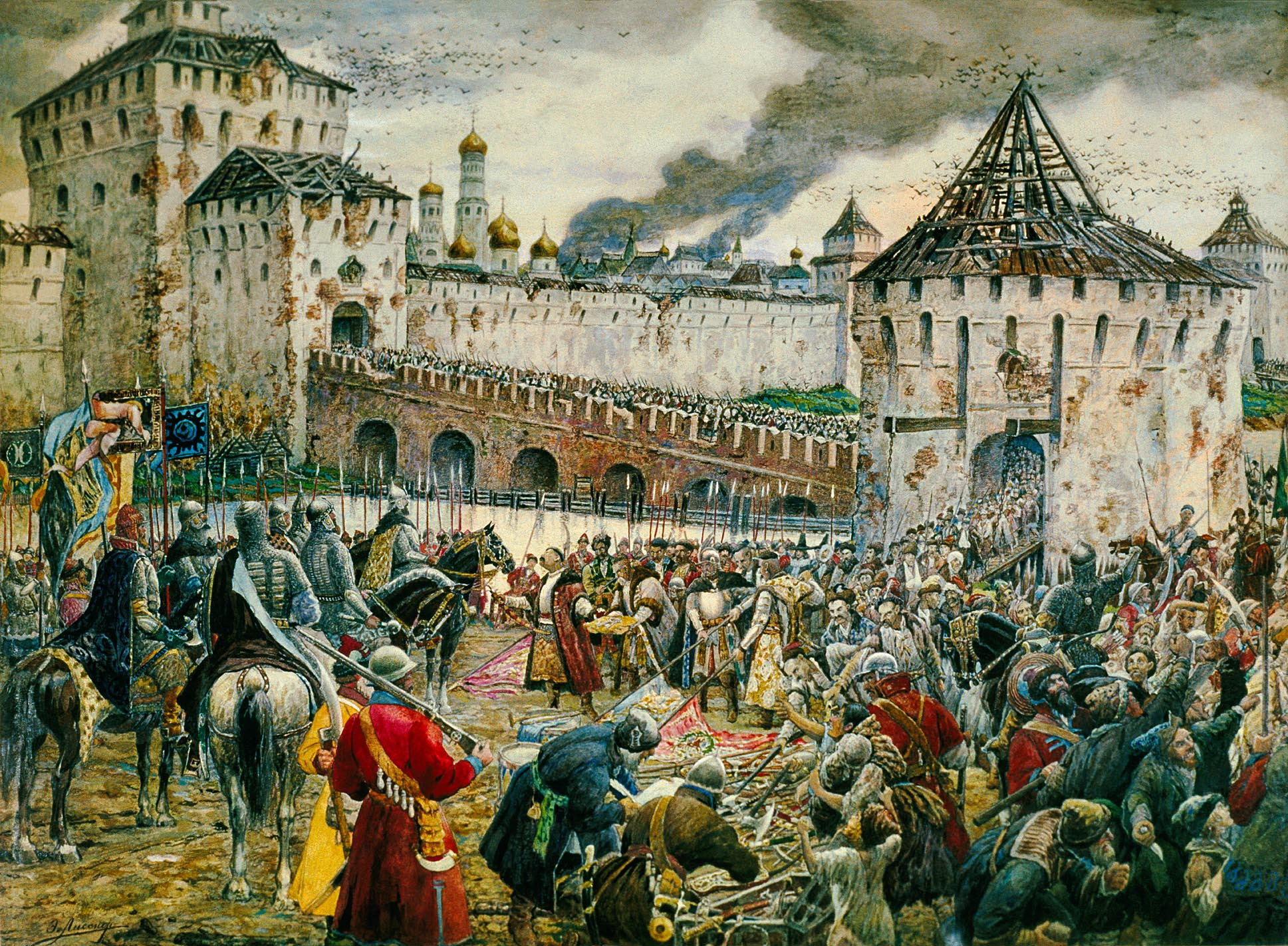
Expulsió dels polonesos del Kremlin de Moscou pel príncep Pojarski el 1612. Pintura d'Ernst Lissner.

L'Època dels Problemes va incloure una guerra civil en la qual la lluita pel tron es va complicar per les maquinacions de faccions boiars rivals, la intervenció de les potències regionals Polònia i Suècia, i un intens descontentament popular, liderat per Ivan Bolotnikov. El fals Dmitri I i la seva guarnició polonesa van ser enderrocats, i un boiar, Basili Xúiski, va ser proclamat tsar en 1606. En el seu intent de retenir el tron, Xúiski es va aliar amb els suecs, deslligant la Guerra d'Íngria amb Suècia. Fals Dmitri II, aliat amb els polonesos, va aparèixer sota les muralles de Moscou i va establir una cort simulada al poble de Túshino.
En 1609, Polònia va intervenir oficialment en els assumptes russos, va capturar a Xúiski i va ocupar el Kremlin de Moscou. Un grup de boiars russos va signar en 1610 un tractat de pau, reconeixent com a tsar a Ladislau IV de Polònia, fill del rei polonès Segimon III Vasa. En 1611, Fals Dmitri III va aparèixer en els territoris ocupats per Suècia, però aviat va ser capturat i executat. La presència polonesa va provocar un renaixement patriòtic entre els russos, i a Nijni Nóvgorod es va formar un exèrcit de voluntaris, finançada pels mercaders Stróganov i beneïda per l'Església ortodoxa russa, es va formar a Nijni Nóvgorod i, dirigida pel príncep Dmitri Pojarski i Kuzmà Minin, va expulsar als polonesos del Kremlin. En 1613, un Zemski Sobor va proclamar tsar al boiar Mikhaïl Fiódorovitx Romànov, donant principi al regnat de 300 anys de la Dinastia Romànov.